# Kisaura cina
Kisaura cina är en nattsländeart som först beskrevs av Malicky och Chantaramongkol 1993.  Kisaura cina ingår i släktet Kisaura och familjen stengömmenattsländor. Inga underarter finns listade i Catalogue of Life.